# Zbigniew Milewski (inżynier)
Zbigniew Jan Milewski (ur. 8 lipca 1927 w Toruniu, zm. 29 lipca 2005) – polski konstruktor jachtów, inżynier budowy okrętów.

## Życiorys
Był synem inżyniera architekta, projektanta budynków w powstającej Gdyni. Od 1930 mieszkał wraz z rodziną w Lublinie, gdzie rozwinęło się jego zamiłowanie żeglarskie – był członkiem Ligi Morskiej i Kolonialnej, wspólnie z kolegą zbudował drewnianą łódź, której dokumentację wydano w formie książkowej. W czasie II wojny światowej był żołnierzem Armii Krajowej; w ramach tajnego nauczania zdał tzw. małą maturę. W 1945 brał udział w obozie Centralnego Ośrodka Wodnego Ligi Morskiej w Giżycku, na którym zajmowano się poszukiwaniem, wydobywaniem i zabezpieczaniem zatopionych jachtów i statków.
W 1947 zdał maturę państwową i podjął studia na Wydziale Budowy Okrętów Politechniki Gdańskiej. Oskarżony o „wrogą postawę w stosunku do władzy ludowej”, został w 1949 usunięty z uczelni gdańskiej i kontynuował naukę na Wydziale Mechanicznym (w sekcji lotniczej) Politechniki Warszawskiej, gdzie mimo dalszych prześladowań ze strony służby bezpieczeństwa udało mu się obronić dyplom. Podjął po studiach pracę w Polskim Rejestrze Statków.
W 1948 kupił uszkodzony jacht Kumka IV konstrukcji Tadeusza Sołtyka (zbudowany jako nowatorski prototyp w 1937) i do 1950 żeglował nim po Bałtyku. Od 1966 Milewski był kierownikiem sekcji kadłubowej Biura Konstrukcyjnego w stoczni „Wisła”. Od 1957 prowadził, wspólnie z Mieczysławem Plucińskim, prywatne biuro konstrukcyjne „Szkutnik”. W ramach prac tego biura wykonał kompletną dokumentację techniczną kilku typów jachtów i łodzi; wraz z Leonem Tumiłowiczem zaprojektował jacht Tom – prototyp tego jachtu, pod nazwą POLONIA, był pierwszym jachtem zaprojektowanym i wykonanym w Polsce.
W swoim dorobku konstruktorskim Milewski ma 32 typy łodzi, jachtów żaglowych i motorowych, statków rybackich, łodzi inspekcyjnych i innych jednostek pływających. Podsumowaniem jego wiedzy konstruktorskiej jest książka Projektowanie i budowa jachtów żaglowych, stanowiący podstawowy podręcznik budowy jachtów, z którego korzysta wielu współczesnych konstruktorów. 
Niektóre z konstrukcji były bardzo popularne, na przykład King's Ametyst produkowany przez Gdańską Stocznię Jachtową (75 jednostek) był w latach 60. jej głównym produktem eksportowym. Był to typowy jacht rodzinny, średniej wielkości, który jednak nie odpowiadał ówczesnemu modelowi żeglarstwa w Polsce. W kraju pozostały tylko 3 takie jednostki. Jacht Topaz był pierwszą prototypową jednostką z laminatu budowaną w Polsce w Stoczni „Oksywie” w Gdyni. Jacht Alek zbudowany według formuły One Tone Cup w 1965 zdobył wyróżnienie na konkursie „Yachting World”, w 1966 ten projekt zdobył I nagrodę na konkursie PZŻ. Jacht typu Zośka dowodzony przez R. Konkolskiego dwukrotnie startował w regatach transatlantyckich i opłynął Ziemię z jednoosobową załogą. 
W 1970 redakcja „Żagli” ogłosiła konkurs „Jacht moich marzeń”, który głosami czytelników wygrał Zbigniew Milewski, ze swoim projektem małego jachtu sklejkowego o nazwie Miś. W 1976 Wydawnictwo Morskie wydało dokumentację jachtu jako książkę Budowa popularnego jachtu żaglowego typu Miś. 
Otrzymał m.in. odznaki Weterana Walk o Niepodległość, Zasłużonego Pracownika Morza i Zasłużonego Działacza Żeglarstwa. Został pochowany na cmentarzu Witomińskim w Gdyni (kwatera 66-15-11).

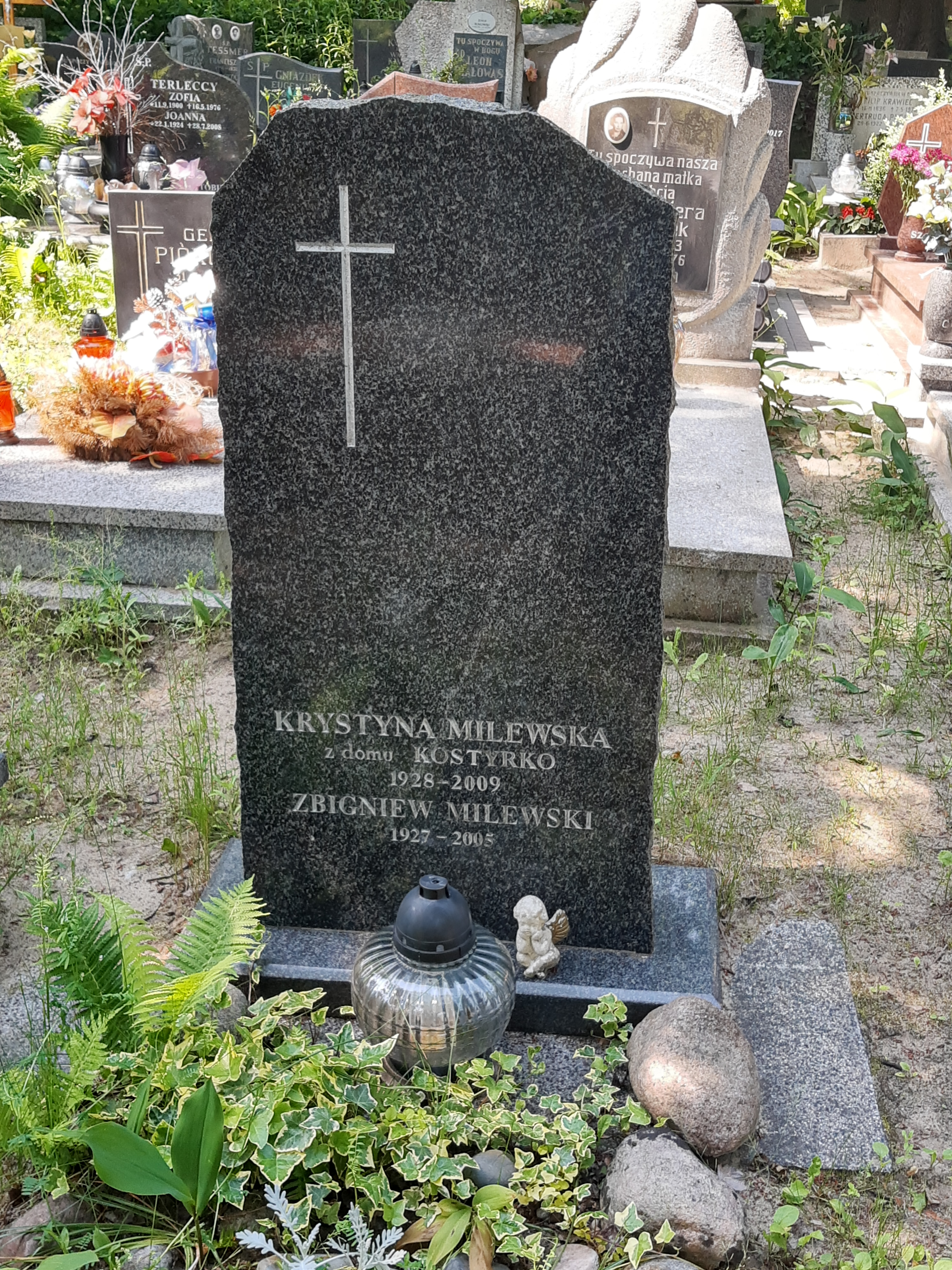
Grób Zbigniewa Milewskiego na cmentarzu Witomińskim